# جووانی پیتینالی
جووانی پیتینالی (ایتالیایی: Giovanni Pettinati; ۲۶ مارس ۱۹۲۶ – ۲۵ آوریل ۱۹۹۴) دوچرخه‌سوار اهل ایتالیا بود.